# جون بي. فوستر
جون بي. فوستر (بالإنجليزية: John B. Foster)‏ هو رسام أمريكي، ولد في 1865، وتوفي في 1930.